# Abacetus aeneolus
Abacetus aeneolus es una especie de escarabajo terrestre de la subfamilia Pterostichinae.  Fue descrita por Chaudoir en 1869 y es una especie endémica que se encuentra en Namibia. 